# Radmiła Bieriesniowa
Radmiła Bieriesniowa (ur. 6 czerwca 1983 w Ałma-Acie) – kazachska siatkarka, grająca jako przyjmująca. Obecnie występuje w drużynie Żetysu.